# Requeixo (Aveiro)
Requeixo era una freguesia portuguesa del municipio de Aveiro, distrito de Aveiro.

## Historia
Fue suprimida el 28 de enero de 2013, en aplicación de una resolución de la Asamblea de la República portuguesa promulgada el 16 de enero de 2013 al unirse con las freguesias de Nariz y Nossa Senhora de Fátima, formando la nueva freguesia de Requeixo, Nossa Senhora de Fátima e Nariz.